# آلبرتین سارازان
آلبرتین سارازان (به فرانسوی: Albertine Sarrazin) (زادهٔ ۱۷ سپتامبر ۱۹۳۷-درگذشتهٔ ۱۰ ژوئیهٔ ۱۹۶۷) نویسنده مشهور معاصر فرانسوی بود. او از زندگی خودش به بهترین وجه جهت منبع الهام برای نوشتن آثارش استفاده کرد.

## زندگی‌نامه
سارازان در عنفوان نوجوانی از نزد زن و شوهر مسنی که با آنها زندگی می‌کرد پا به فرار گذاشت. پاریس همچون آهن ربایی بزرگ جذبش می‌کرد. آلبرتین نوجوان از بدو ورودش به پاریس مجبور شد تا با تن‌فروشی روزگار بگذراند. سارازان پس از گذراندن دورانی سخت که در طی آن بارها و بارها به زندان افتاد به دلیل آشنایی اش با کتاب زندگی اش از اساس دچار تحولی اساسی گشت. دنیای جدیدی در برابر چشمانش باز شد. خودش در این باره می‌گوید: «پاریس فقط مرد نداشت، کتاب هم داشت.» با این حال هنوز مجبور بود بار زندگی گذشته اش را بر دوش بکشد. یکبار به خاطر فرار از زندان از بالای دیوار به پایین پرید و قوزک پایش شکست. سارازان در همین دوران با مشهورترین دزد فرانسه ازدواج کرد. با چاپ کتابهایش–از جمله «قوزک پا» -تازه داشت به شهرت می‌رسید که در بیست و نه سالگی کلیه‌هایش از کار افتاد. انگار بدنش طاقت زندگی بدون هیجان و سختی برای امرار معاش را نداشت. سارازان مدت کوتاهی بیشتر دوام نیاورد و درگذشت.